# Greve de Homestead

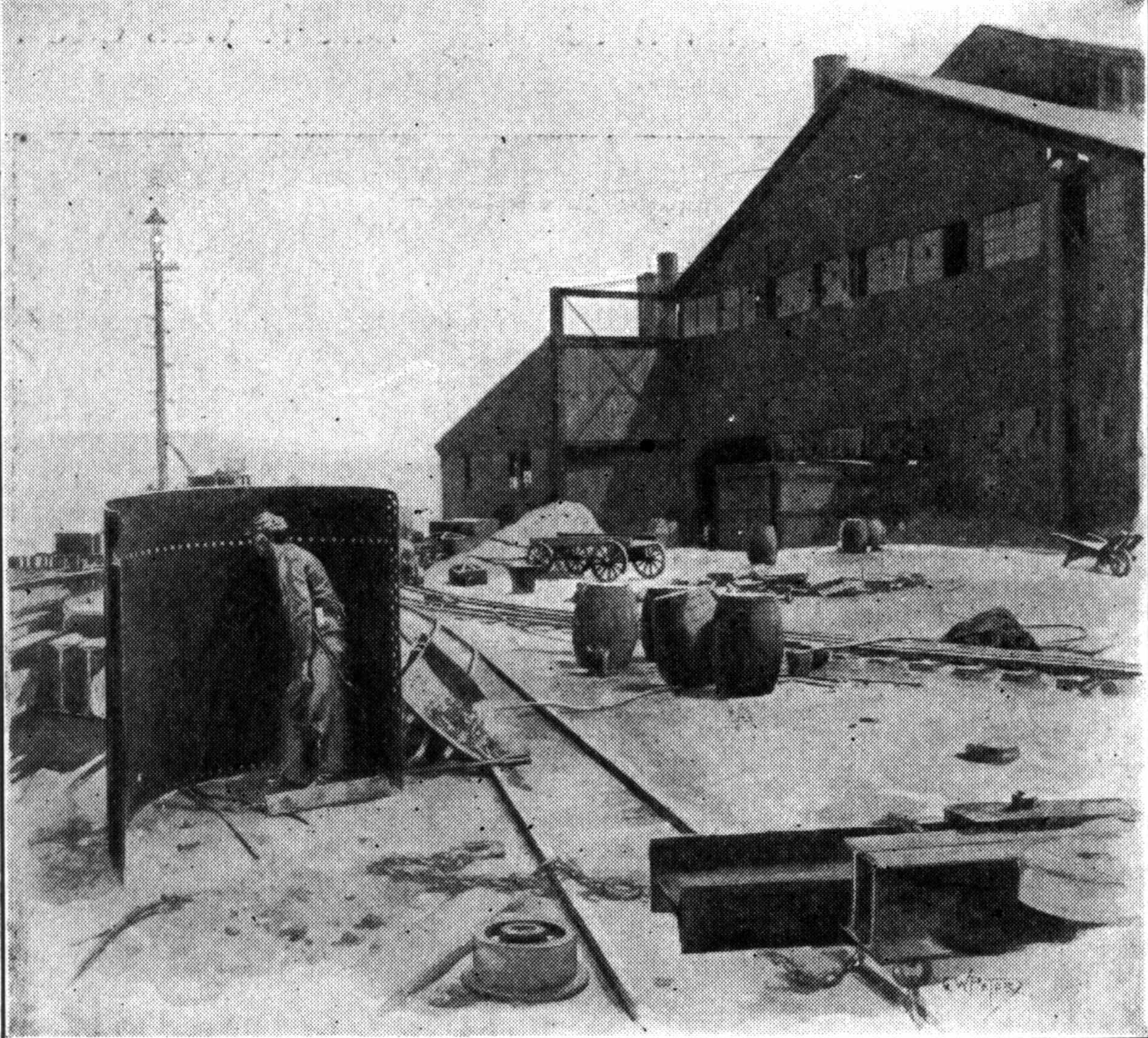
Desenho reproduzindo o escudo de aço utilizado pelos trabalhadores sindicalizados contra os disparos dos seguranças da empresa Pinkerton.

A Greve da Homestead foi uma greve que começou em 30 de junho de 1892 e culminou em uma batalha sangrenta entre trabalhadores em greve e policiais particulares em 6 de julho de 1892. O incidente ocorreu na Homestead Steel Works (uma grande empresa produtora de aço) na área de Pittsburgh. Na Pensilvânia e foi uma das disputas trabalhistas mais sérias nos Estados Unidos, surgindo entre a Amalgamated Association of Iron and Steel Workers e a Carnegie Steel Company, que pertencia a Andrew Carnegie. O resultado final foi uma grande derrota para o sindicato e um retrocesso para os esforços de sindicalização da indústria do aço.

## História
Como resultado das reivindicações dos trabalhadores por ocasião da renovação do acordo coletivo de trabalho em 1882, uma greve foi convocada para obter aumentos salariais e melhores condições de trabalho.

Após uma consulta com seus advogados em abril, Henry Clay Frick, o presidente da usina siderúrgica, contatou a agência de polícia privada Pinkerton National Detective Agency para garantir a segurança das fábricas. Sua intenção era abrir negociações com não sindicalistas em 6 de julho, mas a greve fez com que essa iniciativa fracassasse. Os advogados de Flick então elaboraram um plano para proteger os homens de Pinkerton na propriedade. Com a fábrica cercada por trabalhadores em greve, os agentes teriam que acessar a fábrica chegando pelo rio. Trezentos agentes Pinkerton foram reunidos na Ilha Davis no rio Ohio, cerca de cinco milhas rio abaixo de Pittsburgh, por volta das 22h30 de 5 de julho de 1892. Eles estavam armados com carabinas Winchester e colocados em barcaças especialmente equipadas e rebocados ao longo do rio. 

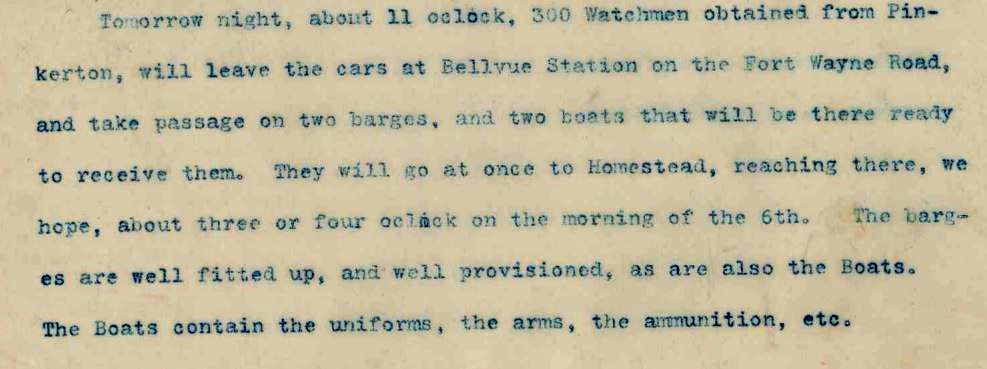
Parte da cópia da carta escrita e assinada enviada a Andrew Carnegie descrevendo os planos e munições que estarão nas barcas quando os Pinkertons chegam para confrontar os grevistas em Homestead.

Os homens de Pinkerton tentaram pousar protegidos pela escuridão por volta das 04h00 da manhã. Uma grande multidão de famílias viu as barcaças, rebocadas por um rebocador, passarem pela cidade. Alguns tiros foram disparados contra o rebocador e as barcaças, mas nenhum ficou ferido. A multidão derrubou a cerca de arame farpado e os trabalhadores e suas famílias invadiram o terreno da fábrica de Homestead. Alguns na multidão atiraram pedras nos barcos, mas os líderes da greve os convidaram a se conter. Os agentes de Pinkerton tentaram pousar e alguns tiros foram disparados. Existem várias teses sobre quem disparou o primeiro tiro. Segundo pelo menos uma testemunha ocular, foram os sindicalistas. John T. McCurry, um barqueiro do navio a vapor Little Bill (que havia sido contratado pela Agência de Detetives Pinkerton para transportar seus agentes até a siderúrgica) e um dos homens feridos pelos grevistas, declarou: "Os atiradores de Pinkerton começaram a subir no costa e imediatamente os trabalhadores abriram fogo contra eles. Os policiais devolveram o fogo, e não antes de três deles terem caído no chão. Posso jurar que os trabalhadores atiraram primeiro e que os homens de Pinkerton não atiraram até que alguns deles estivessem ferido". Mas, de acordo com o The New York Times, foram os homens de Pinkertons que atiraram primeiro. O jornal noticiou que os homens de Pinkertons atiraram e feriram William Foy, um trabalhador. Independentemente de quem atirou primeiro, os primeiros dois homens a serem feridos foram o capitão do Pinkerton, Frederick Heinde, e Foy. Os agentes de Pinkerton, que permaneceram a bordo dos barcos, dispararam contra a multidão, matando duas pessoas e ferindo onze. A multidão respondeu matando dois policiais e ferindo doze. O tiroteio continuou por cerca de 10 minutos.
A escaramuça prolongou-se até às 16h00, altura em que os grevistas pediram a intervenção da milícia estadual. O xerife hesitou e só no dia seguinte informou o governo do que estava acontecendo. No entanto, foi necessário esperar até a manhã do dia 12 para a chegada da milícia ao local. 4 000 homens chegaram de trem e em poucos minutos cercaram a fábrica, enquanto outros 2 000 pararam na cidade.
Enquanto isso, os homens de Pinkerton se renderam aos quase 5 000 trabalhadores em greve, mas a fábrica continuou parada e os trabalhadores não deram sinais de retomar o trabalho.
Protegida pela polícia, a empresa retomou rapidamente a produção usando as crostas que conseguiram entrar protegidas pela força pública. Apesar dos piquetes em frente aos escritórios de empregos em todo o país, Frick facilmente encontrou funcionários dispostos a trabalhar. Rapidamente a empresa construiu barracos com beliches, refeitórios e cozinhas para auxiliar os trabalhadores no trabalho. Os novos funcionários, muitos deles negros, chegaram no dia 13 de julho e os altos-fornos foram reacendidos no dia 15 de julho. Quando alguns trabalhadores tentaram invadir a fábrica para impedir o reacendimento dos fornos, os milicianos os confrontaram com a lâmina e feriram seis deles com baionetas. Mas nem tudo estava bem dentro do estabelecimento. Em 22 de julho, estourou uma guerra dentro da fábrica entre trabalhadores brancos e negros que não pertenciam aos sindicatos.
Frick também precisava de uma saída para a greve. A empresa não poderia funcionar por muito tempo apenas com as crostas que de fato viviam na fábrica, e substitutos permanentes tiveram que ser encontrados.
Em 18 de julho, a cidade foi colocada sob lei marcial.
A atenção nacional se voltou para Homestead quando, em 23 de julho, Alexander Berkman, um anarquista de Nova York que não era ligado ao sindicato, conspirou, junto com sua amante Emma Goldman, para assassinar Frick. Ele veio de Nova York, conseguiu entrar no escritório de Frick e disparou três tiros nele, depois o atingiu quatro vezes com um furador afiado. Frick conseguiu se salvar e continuou a ser o presidente da empresa. Berkman foi condenado a 22 anos de prisão.
 

A tentativa de assassinato de Berkman minou o apoio público ao Sindicato e levou ao colapso final da greve. Hugh O'Donnell foi afastado do cargo de presidente do comitê de greve quando propôs que os trabalhadores voltassem ao trabalho com um salário reduzido se o sindicato não conseguisse recuperar todos os trabalhadores. No dia 12 de agosto, a empresa anunciou que 1 700 homens estavam trabalhando na fábrica e a produção havia sido retomada a plena capacidade. O sindicato nacional recusou-se a intervir, os trabalhadores da Europa de Leste ignoraram o sindicato e a esquerda não tinha estratégia. O sindicato votou para voltar ao trabalho nos termos de Carnegie, a greve fracassou e o sindicato entrou em colapso.